# الحركة الشبابية في التطوع

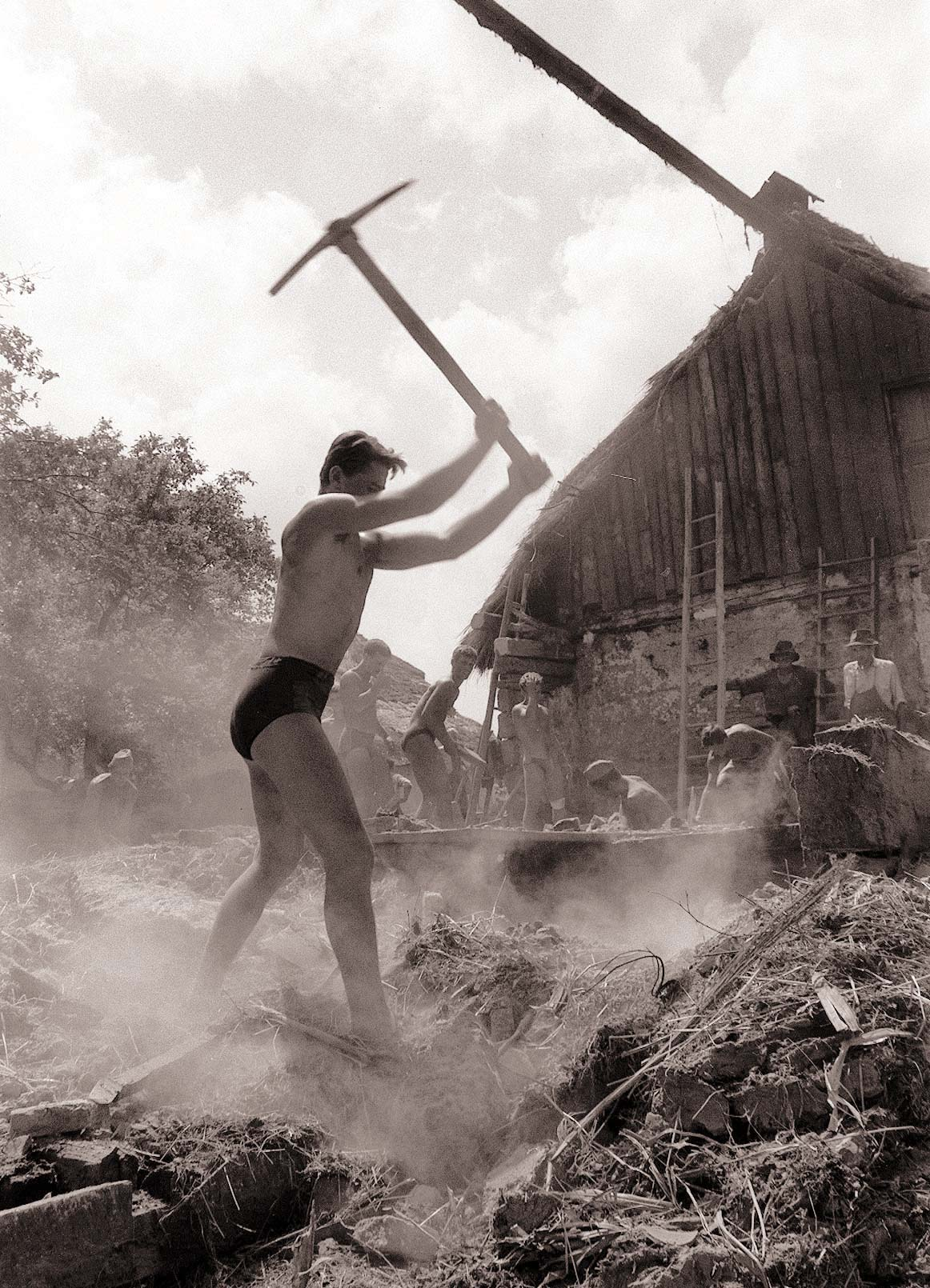

الحركة الشبابية في التطوع (بالإنجليزية:Youth work actions)، بالصربية الكرواتية: Omladinske radne akcije) ، غالبًا ما يتم اختصاره إلى ORA، (بالسلوفينية:  Mladinske delovne akcije)‏كانت أنشطة عمل تطوعية منظمة للشباب في جمهورية يوغوسلافيا الاشتراكية الاتحادية . تم استخدام هذه المنظمة التطوعية في الإجراءات لبناء البنية التحتية العامة مثل الطرق والسكك الحديدية والمباني العامة ، وكذلك البنية التحتية الصناعية.وتم تنظيم أنشطة عمل الشباب على المستويات المحلية والجمهورية والفيدرالية من قبل الشباب الشيوعي في يوغوسلافيا ، وتم تنظيم المشاركين في كتائب عمل الشباب ، والتي سميت كانت تسمى عادة حسب اسم بلادهم أو على أسم بطل قومي محلي معروف . وشملت هذه المشاريع المهمة التي بنتها كتائب العمل الشبابية سكة حديد برتشكو-بانوفيتشي، وخط سكة حديد Šamac-Sarajevo ، وأجزاء من نيو بلغرد، وأجزاء من الطريق(Highway of Brotherhood and Unity) الذي يمتد من شمال سلوفينيا إلى جنوب مقدونيا.
تم تنظيم الإجراءات الأولية خلال الحرب العالمية الثانية في الأراضي التي حررها الثوار. بعد الحرب ، كانت الأعمال عديدة وواسعة النطاق وقدمت كتائب الشباب مساهمات كبيرة في إعادة بناء بلدهم الذي دمرته الحرب بشدة.بالإضافة إلى الاعمل الرخيصة للدولة ، وفرت إجراءات عمل الشباب شكلاً من أشكال الإجازة المجانية للمراهقين.
مع إعادة بناء البلاد واستقرار اقتصادها ، خرجت أعمال الشباب عن الموضة. ومع ذلك ، فقد تم إحياؤها في أواخر السبعينيات ، في محاولة لتنظيم الشباب طوعًا في الأنشطة السياسية والثقافية ، حيث أدت أعمال العمل التي تم إجراؤها إلى لعب دور كبير في التنشئة الاجتماعية للمشاركين.